# Prisinformationslagen
Prisinformationslagen (2004:347) är en svensk lag som reglerar hur prisinformation på varor ska vara utformade.
Huvudregeln är att priset ska anges skriftligen och att skatter (t.ex. moms) ska ingå i priset. Priset ska anges dels per förpackning men även med jämförpris med det mått som används för varan (kilo, liter eller meter) men om varan säljs i lösvikt räcker det med endast jämförpris. Lagen kräver också att i ett skyltfönster ska alla varor som är till försäljning i butiken vara prismärkta. Konsumentverket är tillsynsmyndighet för att se till att butiker följer prisinformationslagen. Butiker som bryter mot lagen riskerar vite, även om det är ovanligt. Det är dock få som anmäler butiker till Konsumentverket trots att en av de saker som stör konsumenter mest är bristfällig information om pris på en vara.
För tjänster där en konsument inte kan få ett slutligt pris ska den som utför tjänsten kunna förklara hur prissättningen går till och informera om prissättningen där de bedriver sin rörelse eller marknadsför sina tjänster.